# 밀레긴꼬리자이언트쥐
밀레긴꼬리자이언트쥐(Leopoldamys milleti)는 쥐과에 속하는 설치류의 일종이다. 베트남 남부의 랑비안 고산 지대에서 서식하며, 현재 분포 지역의 한계는 명확히 알려져 있지 않다. IUCN 적색 목록에서 "관심대상종"으로 분류하고 있으며, 소수의 박물관 표본만이 그 존재를 알리고 있지만, 개체수는 많고 안정적인 것으로 추정된다. 명백한 주요 위협 요인은 없고 수많은 보호 지역에서 발견된다. 대형 육상성, 잡식성 동물이고 산지 숲을 좋아하지만, 이차림에서 내성을 갖고 있다. 밀레긴꼬리자이언트쥐는 원래 1972년 로빈슨(Herbert Christopher Robinson)과 클로스(Cecil Boden Kloss)가 에드워즈긴꼬리자이언트쥐의 "현저하게 독특한 종"의 하나로 처음 기술했다.

## 같이 보기
- 에드워즈긴꼬리자이언트쥐
- 보워흰이빨쥐